# Twicecoaster: Lane 1
Twicecoaster: Lane 1 (thường được viết cách điệu thành TWICEcoaster: LANE 1) là mini album (EP) thứ ba của nhóm nhạc nữ Hàn Quốc Twice. Album được phát hành trực tuyến trên các trang âm nhạc và các cửa hàng vào ngày 24 tháng 10 năm 2016 bởi JYP Entertainment và được phân phối bởi KT Music. EP gồm bảy bài hát với ca khúc chủ đề "TT" (đề cập đến biểu tượng cảm xúc được sử dụng để thể hiện khóc hoặc buồn). Đây là EP bán chạy nhất năm 2016 của nhóm nhạc nữ K-pop, đã tiêu thụ 350.852 bản vào cuối năm.
Phiên bản tái phát hành của album Twicecoaster: Lane 2 được phát hành vào ngày 20 tháng 2 năm 2017.

## Bối cảnh và phát hành
Ngày 10 tháng 10 năm 2016, JYP Entertainment đưa ra một bản thời gian biểu của Twice trên trang web chính thức và SNS, cho thấy lịch trình quảng bá cho mini album thứ ba của nhóm sẽ bắt đầu từ ngày 10 tháng 10 cho đến ngày tung ra album vào ngày 24. Tiếp sau đó, lần lượt một đoạn video intro, danh sách bài hát, teaser album và ảnh teaser nhóm được tung ra trong những ngày tiếp theo. Mini album này gồm có hai phiên bản: Apricot và Neon Magenta.Trong đó, apricot và neon magenta chính là màu bóng chính thức của nhóm, đã được công bố chính thức trước đó vào ngày 23 tháng 9 năm 2016. Vào ngày 17, 18 và 19 tháng 10, teaser film cá nhân của từng thành viên được tung ra lúc nửa đêm.
Bài hát thứ bảy trong mini album, "One in a Million" chính là món quà mà Twice dành tặng cho fan nhân ngày kỉ niệm 1 năm ra mắt. Nhóm tiết lộ bài hát thông qua buổi phát sóng trực tiếp trên Naver V Live mang tên TWICE 1st Anniversary V vào ngày 20 tháng 10 lúc 22:30 KST. Vào ngày 22 tháng 10, công ty đã tiết lộ rằng album có chín đĩa CD ngẫu nhiên bao gồm 9 thành viên của nhóm. Vào ngày hôm sau, Twice đã phát hành video tiết lộ đoạn nhạc ngắn là những giai điệu nổi bật trong mỗi bài hát của album, và ghi nhận từng nhà sản xuất và nhà soạn nhạc trong album. Nhóm cũng tải ảnh teaser vũ đạo "TT" trên trang chủ của họ. Album được chính thức phát hành vào ngày hôm sau. Album cũng được phát hành dưới dạng tải kỹ thuật số trên các trang âm nhạc khác nhau.

## Quảng bá
Twice có một buổi showcase quảng bá album vào ngày 24 tháng 10 năm 2016 ở Blue Square tại Seoul, Hàn Quốc. Nhóm biểu diễn những bài hát trong những album trước như "Like OOH-AHH", "Do It Again", "Cheer Up" và "Precious Love". Họ còn biểu diễn các bài hát mới như "One in a Million", "Jelly Jelly" và "TT" lần đầu tiên tại buổi showcase và được phát sóng trực tiếp trên Naver V Live.
Ngày 27 tháng 10 năm 2016, Twice đã trở lại trên sân khấu M Countdown ở Jeju, thu hút được 10.000 fan địa phương lẫn quốc tế và đã được phát sóng ở 13 quốc gia. Tiếp sau đó là màn biểu diễn vào ngày 28 tháng 10 trên Music Bank, Show! Music Core vào ngày 29 và The Show vào ngày 1 tháng 11, nơi họ đã giành được cúp chiến thắng đầu tiên với "TT". Nhóm cũng đã biểu diễn lần đầu tiên kể từ khi ra mắt trên Show Champion và cũng giành được cúp chiến thắng vào ngày 02 tháng 11 của chương trình. Sân khối trở lại cuối cùng của nhóm là vào ngày 6 tháng 11 trên Inkigayo. Twice đều biểu diễn hai bài hát mới là "1 to 10" và "TT" cho tất cả các màn comeback.
Twice lần đầu biểu diễn "Jelly Jelly" trên chương trình âm nhạc Inkigayo vào tập ngày 27 tháng 11.

## Hiệu suất thương mại
Ngày 31 tháng 10 năm 2016, có thông báo rằng Twicecoaster: Lane 1 đã bán ra hơn 165.000 bản thực tế trên Biểu đồ Gaon trong vòng một tuần. Nó vượt quá doanh số bán hàng trong năm tháng của album trước đó của Twice là Page Two chỉ trong bảy ngày. EP này đã bước vào bảng xếp hạng album thế giới của Billboard ở vị trí thứ 3.
Ngày 22 tháng 11, có thông báo rằng EP đã vượt quá 200.000 bản bán ra thực tế, đưa Twice trở thành nhóm nhạc nữ K-pop duy nhất đã bán hơn 200.000 bản trong suốt từ năm 2014 đến 2016. EP này là album bán chạy nhất của nhóm nhạc nữ K-pop năm 2016, tiêu thụ 350,852 bản vào cuối năm. Mini album trở thành album bán chạy nhất của nhóm nữ K-pop năm 2016 khi bán được 350,852 bản tính đến cuối năm.

## Phiên bản Giáng sinh
Ngày 5 tháng 12 năm 2016, trên các kênh SNS chính thức của nhóm thông báo rằng họ sẽ phát hành một ấn bản Giáng sinh của Twicecoaster: Lane 1. Nó được phát hành vào ngày 19 tháng 12 cùng với danh sách bài hát như bản gốc. Album tái phát hành này đã bán được hơn 115.000 bản trong đơn hàng đặt hàng trước.

## Danh sách bài hát
| STT              | Nhan đề            | Phổ lời                    | Phổ nhạc                                                      | Biên khúc                           | Thời lượng |
| ---------------- | ------------------ | -------------------------- | ------------------------------------------------------------- | ----------------------------------- | ---------- |
| 1.               | "TT"               | Sam Lewis                  | Black Eyed Pilseung                                           | Rado                                | 3:33       |
| 2.               | "1 to 10"          | Chloe, Noday               | Noday, Chloe                                                  | Noday, Chloe                        | 2:55       |
| 3.               | "Ponytail"         | Lee Sin-seong, ZigZag Note | ZigZag Note                                                   | ZigZag Note, Noh Eun-jong           | 3:26       |
| 4.               | "Jelly Jelly"      | Joul                       | east4A, Ashley Mounts, Kim Hee-deok                           | east4A                              | 3:30       |
| 5.               | "Pit-a-Pat"        | Yorkie, Kang Ji-won        | Kang Ji-won, Im Kwang-uk                                      | Im Kwang-uk, Kang Ji-won            | 3:27       |
| 6.               | "Next Page"        | Maeel                      | Joe J. Lee "Kairos"                                           | Joe J. Lee "Kairos", Hobyn "K.O" Yi | 2:55       |
| 7.               | "One in a Million" | mr.cho                     | Sebastian Thott, Didrik Thott, Andreas Öberg, Danielle Senior | Sebastian Thott                     | 2:55       |
| Tổng thời lượng: | Tổng thời lượng:   | Tổng thời lượng:           | Tổng thời lượng:                                              | Tổng thời lượng:                    | 22:48      |

| Thailand Edition bonus DVD | Thailand Edition bonus DVD               | Thailand Edition bonus DVD |
| STT                        | Nhan đề                                  | Thời lượng                 |
| -------------------------- | ---------------------------------------- | -------------------------- |
| 1.                         | "TT" (Music Video)                       |                            |
| 2.                         | "TT" (Music Video Teaser 1)              |                            |
| 3.                         | "TT" (Music Video Teaser 2)              |                            |
| 4.                         | "TT" (Dance Practice Video)              |                            |
| 5.                         | "1 to 10" (Dance Practice Video)         |                            |
| 6.                         | "Jelly Jelly" (Dance Practice Video)     |                            |
| 7.                         | "TT" (Jacket Behind (Phụ đề tiếng Thái)) |                            |
| 8.                         | "TT" (Behind (Phụ đề tiếng Thái))        |                            |

## Bảng xếp hạng
| BXH (2016)                  | Thứ hạng cao nhất |
| Album Nhật Bản (Oricon)     | 10                |
| Album Hàn Quốc (Gaon)       | 1                 |
| US World Albums (Billboard) | 3                 |

| BXH (2016)            | Thứ hạng |
| Album Hàn Quốc (Gaon) | 5        |

| BXH (2017)              | Thứ hạng |
| Album Nhật Bản (Oricon) | 96       |
| Album Hàn Quốc (Gaon)   | 84       |

## Giải thưởng
| Năm  | Giải thưởng                   | Tác phẩm được đề cử  | Hạng mục     | Kết quả |
| ---- | ----------------------------- | -------------------- | ------------ | ------- |
| 2017 | Golden Disc Awards lần thứ 31 | Twicecoaster: Lane 1 | Disk Bonsang | Đề cử   |

## Lịch sử phát hành
| Khu vực   | Ngày phát hành                           | Định dạng   | Nhà phân phối                    | Chú thích |
| --------- | ---------------------------------------- | ----------- | -------------------------------- | --------- |
| Toàn Quốc | 24 tháng 10 năm 2016                     | Tải nhạc số | JYP Entertainment KT Music       | [ 42 ]    |
| Hàn Quốc  | 24 tháng 10 năm 2016                     | Tải nhạc số | JYP Entertainment KT Music       | [ 43 ]    |
| Hàn Quốc  | 24 tháng 10 năm 2016                     | CD          | JYP Entertainment KT Music       | [ 44 ]    |
| Hàn Quốc  | 19 tháng 12 năm 2016 (Tái bản)           | CD          | JYP Entertainment KT Music       | [ 33 ]    |
| Thái Lan  | 17 tháng 3 năm 2017 (Phiên bản Thái Lan) | CD, DVD     | JYP Entertainment BEC-Tero Music | [ 37 ]    |